# Monróvia
Monróvia (em inglês: Monrovia) é a capital e a maior cidade da Libéria. Localiza-se na costa atlântica e do Cabo Mesurado, que se situa dentro do Montserrado, o condado mais populoso na Libéria. A área metropolitana, com uma população de 1 010 970 em Grande Distrito de Monróvia, segundo o censo de censo de 2008, contém 29% do total da população da Libéria e é a cidade mais populosa do país. Monróvia é o centro cultural, político e financeiro para o país inteiro.
Fundada em 1822, Monróvia é nomeada em honra de ex-presidente estadunidense James Monroe, um proeminente defensor da colonização da Libéria. Monróvia foi fundada trinta anos depois de Freetown, Serra Leoa. Foi o primeiro assentamento permanente africano norte-americano na África. A economia da cidade é dominada pelo porto e escritórios do governo. O porto de Monróvia foi significativamente ampliado pelas forças dos Estados Unidos durante a Segunda Guerra Mundial e as exportações principais incluem o látex e minério de ferro. Materiais também são fabricados no local, tais como o cimento, petróleo, produtos alimentícios, tijolos e azulejos, mobiliários e produtos químicos. Localizado perto da confluência dos rios Mesurado e Saint Paul, o porto também tem instalações para armazenamento e reparação de navios.

## História

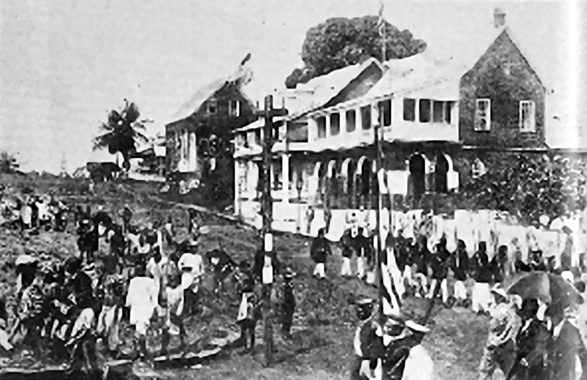
Monróvia em 1800.

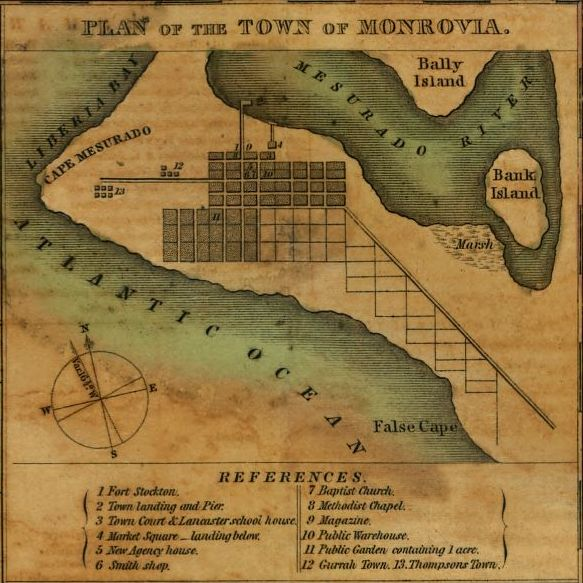
Plano de Monróvia, 1800.

A área já era habitada quando foi nomeado Cabo Mesurado por marinheiros portugueses na década de 1560. Com o objetivo de estabelecer uma colônia autossuficiente para emancipar americanos sobreviventes da escravidão, algo que já havia sido realizado em Freetown, os primeiros colonizadores dos Estados Unidos, sob os auspícios da Sociedade Americana de Colonização, chegaram à África em 1821. Eles desembarcaram na Ilha Sherbro, na atual Serra Leoa. A empresa foi uma confusão e muitos colonos morreram. Em 1822, um segundo navio salvou os colonos e levou-os para o Cabo Mesurado, que estabeleceu a resolução de Christopolis. Em 1824, a cidade foi renomeada para Monróvia homenageando James Monroe, presidente dos Estados Unidos na época, e um proeminente defensor da colônia no envio de escravos americanos libertos para a Libéria.
Em 1845, Monróvia foi o local da convenção constitucional realizada pela Sociedade Americana de Colonização que redigiu a Constituição que dois anos mais tarde seria a constituição de um estado independente e soberano, a República da Libéria .
No início do século XX, Monróvia foi dividida em duas partes: Monróvia adequada, onde a população da cidade américo-liberiana residia e era uma reminiscência do sul dos Estados Unidos na arquitetura, e Krutown, que era habitada principalmente por conflitos étnicos Krus, mas também bassas, grebos e de outras tribos. Dos 4000 habitantes, 2500 eram américo-liberianos. Em 1926, os grupos étnicos do interior da Libéria começaram a migrar para Monróvia em busca de emprego.
Em 1979, a Organização da Unidade Africana realizou sua conferência na área de Monróvia, com presidente William R. Tolbert. Durante seu mandato, Tolbert melhorou a habitação pública em Monróvia e diminuiu em 50% as propinas na Universidade da Libéria. Um golpe militar liderado pelo Samuel Doe derrubou o governo Tolbert, em 1980, com muitos membros sendo executados.
A cidade foi severamente danificada na Guerra Civil Liberiana, nomeadamente durante o cerco de Monróvia, com muitos edifícios danificados e quase todas as infraestruturas destruídas. Grandes batalhas ocorreram entre governo de Samuel Doe, forças de Prince Johnson em 1990 e com o NPFL, em assalto à cidade em 1992. A herança da guerra é uma grande população de crianças e jovens sem-teto, ou por envolvimento na guerra ou por ter sua educação impedida por ela.

## Geografia

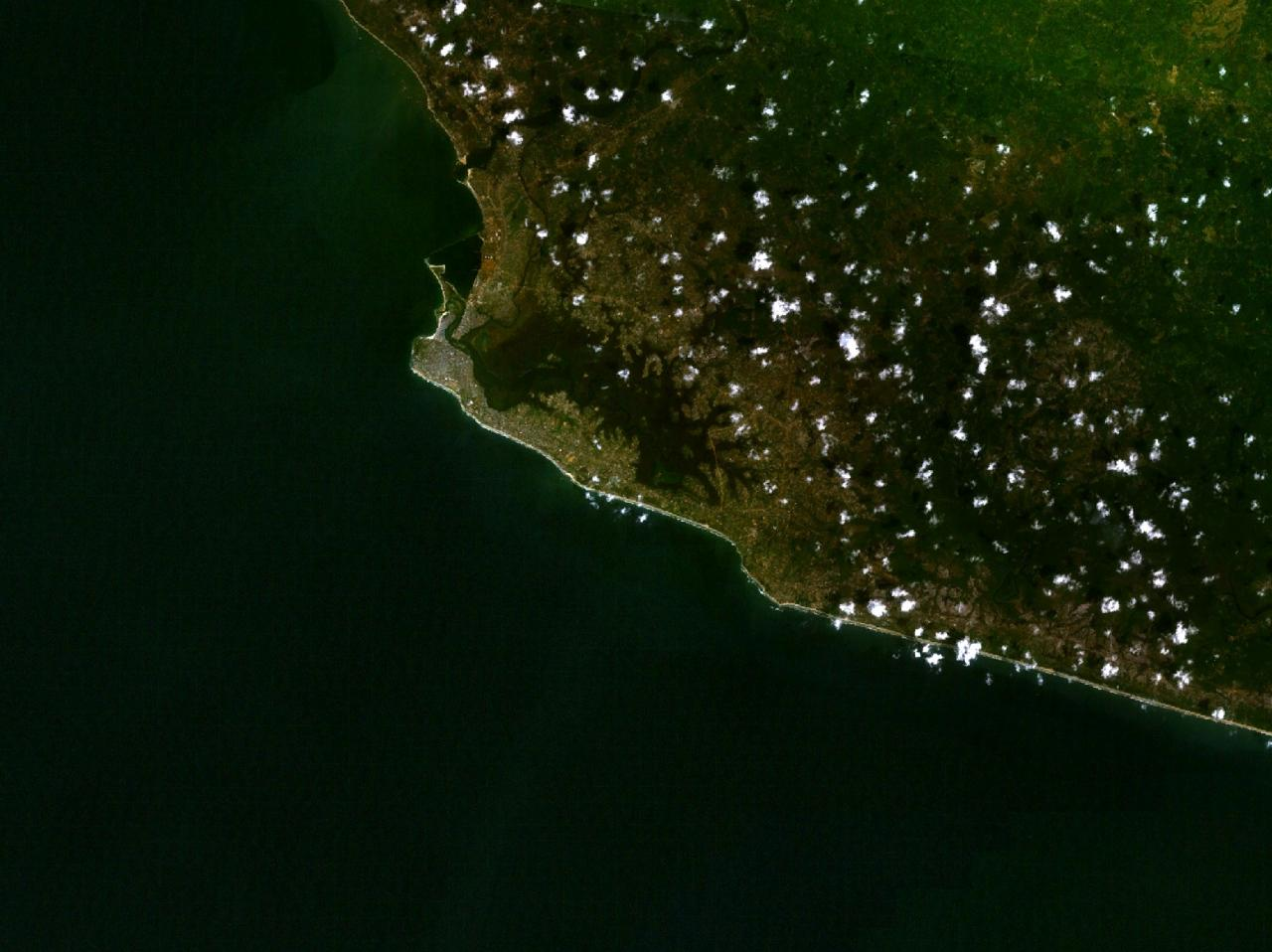
Visão espacial da cidade.

Monróvia encontra-se em um península, entre o Oceano Atlântico e o Rio Mesurado e é um importante porto. O Rio Saint-Paul situa ao norte da cidade. É a maior cidade da Libéria, no seu centro administrativo, comercial e financeiro.
A cidade está localizada em Montserrado, no entanto a pequena cidade de Bensonville é realmente a capital do Montserrado.
Monróvia está conectada por uma via marítima com Greenville e Harper. O Aeroporto Internacional de Roberts está localizado a 60 quilômetros da cidade, em Robertsfield.

### Clima
Segundo a classificação climática de Köppen-Geiger, Monróvia apresenta um clima tropical de monção, com média de 5 140 milímetros (202,3 polegadas) de precipitação por ano. O clima apresenta uma estação chuvosa e outra seca, mas a precipitação é vista até mesmo durante a estação seca. As temperaturas permanecem constantes ao longo do ano uma média de cerca de 26 °C (79 graus Fahrenheit).
| Dados climatológicos para Monróvia                                       | Dados climatológicos para Monróvia | Dados climatológicos para Monróvia | Dados climatológicos para Monróvia | Dados climatológicos para Monróvia | Dados climatológicos para Monróvia | Dados climatológicos para Monróvia | Dados climatológicos para Monróvia | Dados climatológicos para Monróvia | Dados climatológicos para Monróvia | Dados climatológicos para Monróvia | Dados climatológicos para Monróvia | Dados climatológicos para Monróvia | Dados climatológicos para Monróvia |
| Mês                                                                      | Jan                                | Fev                                | Mar                                | Abr                                | Mai                                | Jun                                | Jul                                | Ago                                | Set                                | Out                                | Nov                                | Dez                                | Ano                                |
| ------------------------------------------------------------------------ | ---------------------------------- | ---------------------------------- | ---------------------------------- | ---------------------------------- | ---------------------------------- | ---------------------------------- | ---------------------------------- | ---------------------------------- | ---------------------------------- | ---------------------------------- | ---------------------------------- | ---------------------------------- | ---------------------------------- |
| Temperatura máxima recorde (°C)                                          | 32                                 | 33                                 | 32                                 | 33                                 | 34                                 | 31                                 | 29                                 | 30                                 | 29                                 | 30                                 | 32                                 | 32                                 | 34                                 |
| Temperatura máxima média (°C)                                            | 30,9                               | 31                                 | 31,9                               | 31,8                               | 30,7                               | 30                                 | 28,9                               | 29                                 | 29                                 | 30                                 | 30,9                               | 30,9                               | 30,4                               |
| Temperatura média (°C)                                                   | 25,9                               | 26,4                               | 26,9                               | 26,4                               | 25,4                               | 25,5                               | 24,4                               | 25                                 | 25                                 | 25,5                               | 26                                 | 26                                 | 25,7                               |
| Temperatura mínima média (°C)                                            | 21                                 | 21,9                               | 22                                 | 22,1                               | 21,1                               | 20,2                               | 21                                 | 20                                 | 21                                 | 21                                 | 21,1                               | 21,1                               | 21,1                               |
| Temperatura mínima recorde (°C)                                          | 13                                 | 20                                 | 19                                 | 16                                 | 16                                 | 18                                 | 16                                 | 18                                 | 18                                 | 19                                 | 16                                 | 14                                 | 13                                 |
| Precipitação (mm)                                                        | 31                                 | 56                                 | 97                                 | 216                                | 516                                | 973                                | 996                                | 373                                | 744                                | 772                                | 236                                | 130                                | 5 140                              |
| Dias com precipitação (≥ 0,1 mm)                                         | 5                                  | 5                                  | 10                                 | 17                                 | 21                                 | 26                                 | 24                                 | 20                                 | 26                                 | 22                                 | 19                                 | 12                                 | 207                                |
| Umidade relativa (%)                                                     | 86,5                               | 85                                 | 84,5                               | 85,5                               | 84                                 | 85,5                               | 85,5                               | 85,5                               | 89                                 | 88                                 | 87,5                               | 86                                 | 86                                 |
| Fonte: Climate-Data.org (médias de temperatura)                          |                                    |                                    |                                    |                                    |                                    |                                    |                                    |                                    |                                    |                                    |                                    |                                    |                                    |
| Fonte 2: BBC Weather (recordes de temperatura, precipitações e umidade). |                                    |                                    |                                    |                                    |                                    |                                    |                                    |                                    |                                    |                                    |                                    |                                    |                                    |

## Política
A cidade é a casa do Monróvia City Corporation, que executa muitos serviços dentro da cidade.

### Cidades-irmãs
- Taipé, Taiwan;
- Dayton, Ohio, EUA;
- Filadélfia, Pensilvânia, EUA;
- Yonkers, Nova Iorque, EUA.

## Subdivisões

### Bairros
Mais de vinte bairros cruzam Monróvia. Vários bairros pobres em Bushrod Island e Red Light Junction foram desenvolvidos como uma consequência direta da Guerra Civil. Reconstrução de estradas, edifícios e pontes que ocorreram em vários bairros nos anos do pós-guerra. Os mais recentes bairros suburbanos de várias cidades e municípios têm ajudado a aliviar a grande população dentro dos limites da cidade original. Hoje, muitos desses bairros foram incorporados à área de Monróvia maior metropolitana. São eles:
- Sinkor
- Paynesville
- Banjoa
- Virgínia
- Congo Town
- Jocab Town
- Toe Town
- Kru Town
- Vai Town
- Red Light
- Waterside
- Mamba Point
- Clara Town
- Logan Town
- Doin Town
- New Georgia
- Gardnersville
- Fanti Town
- Dwahn Town
- Westpoint
- Topoe Village
- Bakoi
- Mateley
- Jatuja
- Tomo
- Barekling
- Barnersville
- Dixville
- Crown Hill

## Economia
A economia da cidade é dominada pelo porto. Monróvia é o centro financeiro da Libéria. O Banco Central da Libéria está sediado em Monróvia.

## Infraestrutura

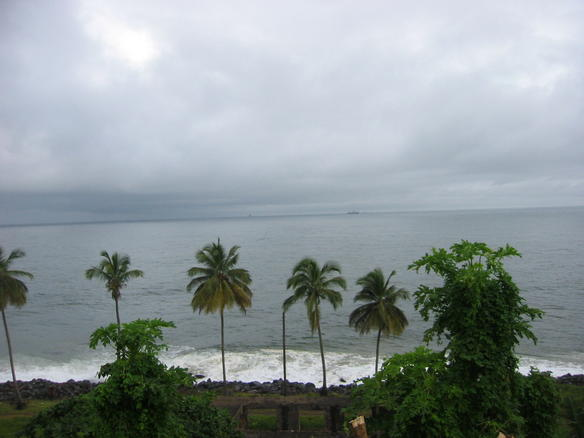
Baía de Monróvia.

O porto de Monróvia é o porto mais movimentado do país, com Greenville e Harper, do qual a cidade se conecta. O aeroporto mais próximo é Roberts International Airport (o único aeroporto internacional na Libéria), a 60 km (40 milhas) de distância em Robertsfield. A cidade está conectada com o resto do país através de uma rede de estradas e ferrovias. Monróvia é listado como a porta de casa, entre 10% e 15% da frota mercante mundial, registrado na Libéria, sob o Flag of Convenience arranjos. Ambos os miniautocarros e táxis privados são executados na cidade, e são complementadas por ônibus de grande porte executados pelo Monróvia Transit Authority. Antes da guerra civil, havia um projeto de eletricidade e de água potável para a cidade.

### Educação
Monróvia é a casa da 'Universidade da Libéria, juntamente com Colégio Cuttington, a Escola Divinity e muitas escolas públicas e privadas.

## Cultura e mídia

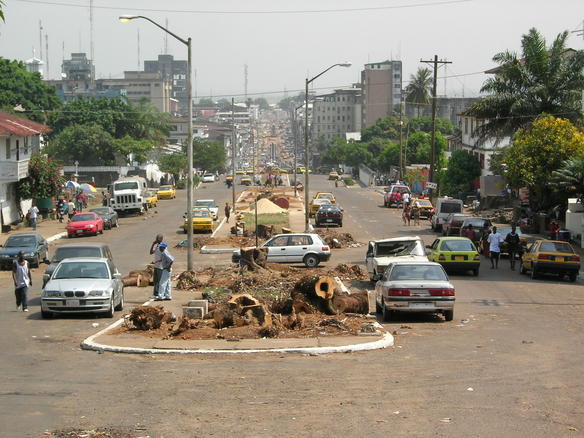
Visão de uma rua da cidade.

Atrações em Monróvia incluem o Museu Nacional da Libéria, o Templo Maçônico (atualmente em ruínas), o Waterside Market (atualmente fechado), a Broad Street, entre outros. É também o lar de um zoológico. A cidade abriga também o estádio Antoinette Tubman e estádios nacionais desportivos complexos. O estádio National Complex é um dos maiores da África, com lugares para quarenta mil pessoas.
Numerosos tabloides e estilos de jornais são impressos em uma base semanal ou bissemanal, a maioria dos quais há mais de 20 páginas. Estações de rádio e TV estão disponíveis, onde o rádio é a fonte mais proeminente de notícias de problemas com a rede elétrica, que às vezes se torna mais difícil de assistir televisão. A rádio UNMIL está no ar desde 1º de outubro de 2003. É a primeira estação de rádio na Libéria para transmissão de 24 horas por dia, e atinge uma 2/3rds da população. A rádio STAR tem transmissões em 104 FM.
O Talk Daily é uma compilação de notícias e citações da Bíblia escritas até ao dia em uma estrada blackboard no Sinkor, região de Monróvia.